# Ahmet Akdilek
Ahmet Akdilek (nascido em 9 de março de 1988) é um ciclista de estrada turco. Classificou-se para participação na corrida em estrada nos Jogos Olímpicos de Londres 2012.